# Diacetato di piombo
Il diacetato di piombo (o acetato di piombo) è il sale di piombo (II) dell'acido acetico.
A temperatura ambiente si presenta come un solido incolore o bianco dall'odore tenue di acido acetico. È un composto tossico per la riproduzione, nocivo, pericoloso per l'ambiente. Può cristallizzare come triidrato e decaidrato.
Cartine indicatrici impregnate di questo sale vengono usate per il rilevamento dei solfuri, con cui reagisce rapidamente formando solfuro di piombo nero.
L'acetato di piombo è dolce al gusto; nell'antica Roma era il principale componente dello zucchero di Saturno, un dolcificante prodotto facendo bollire e concentrare il mosto in pentoloni di piombo. L'accertata tossicità dei sali di piombo ha fatto sì che il loro uso come dolcificante sia stato abbandonato.
Il diacetato di piombo (insieme allo ioduro di piombo) è stato usato in passato nella tecnica fotografica in bianco e nero detta piombotipia. L'immagine fotografica è ottenuta dal piombo metallico. Lo sviluppo è diretto ed immediatamente visibile, mentre il fissaggio si attua tramite l'utilizzo di una soluzione di cloruro di ammonio, che rimuove il diacetato di piombo che non ha reagito alla luce, sotto forma di acetato di ammonio e di cloruro di piombo (II).